# CNN

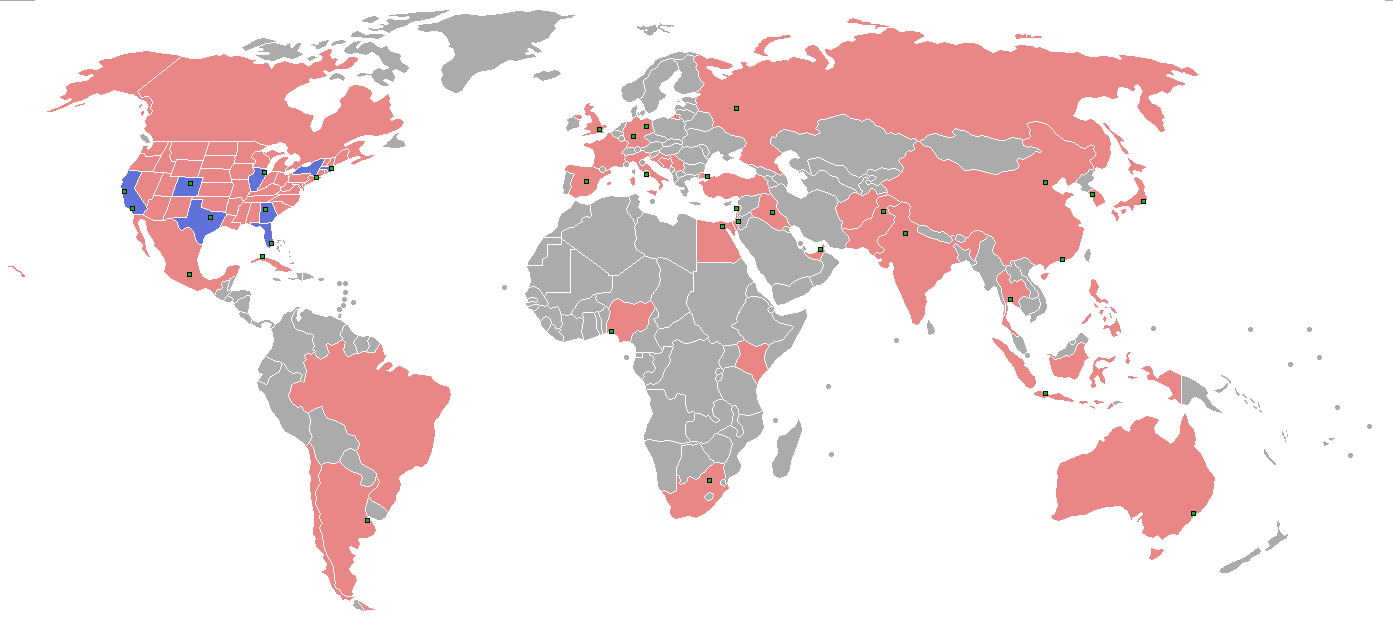
Landen met een CNN-bureau
Amerikaanse staten met een CNN-bureau

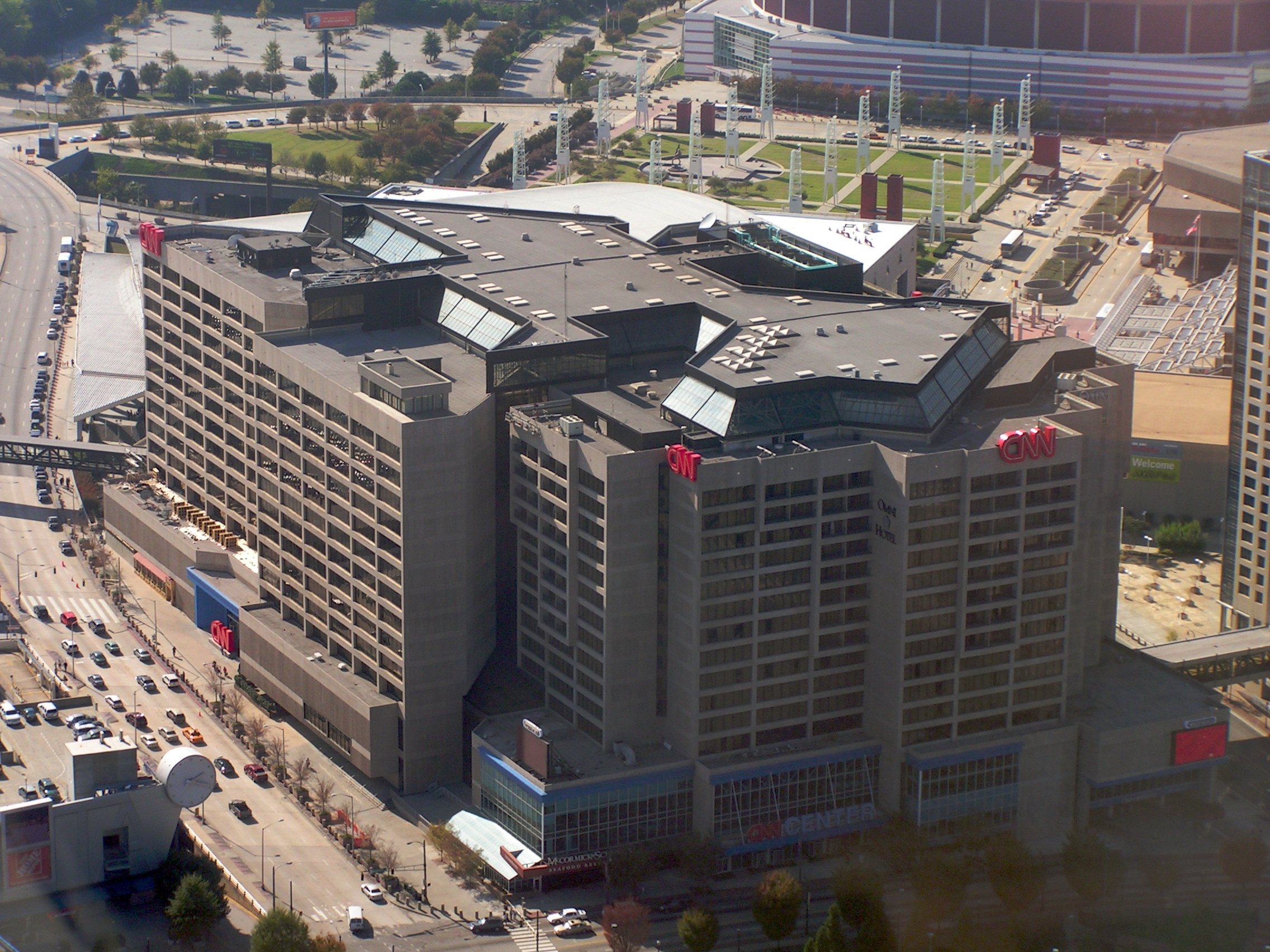
Voormalig CNN Center in Atlanta

Cable News Network (CNN) is een Amerikaans kabeltelevisienetwerk opgericht in 1980 door Ted Turner. Het is tegenwoordig eigendom van Warner Bros. Discovery, Inc. CNN was de eerste 24-uursnieuwszender.
CNN had op 31 december 2016 een bereik van 92,3 miljoen huishoudens in de Verenigde Staten. Internationaal kwamen daar nog eens 300 miljoen huishoudens bij waarmee het totale bereik op 400 miljoen huishoudens uitkomt. CNN Worldwide telt meer dan 20 nieuws- en informatiediensten die worden verspreid via kabel, radio, satelliet, telefoon en internet in meer dan 200 landen. CNN heeft wereldwijd tientallen kantoren, waaronder in Londen en Hongkong.

## Geschiedenis
Sinds CNN's eerste uitzending op 1 juni 1980 is het netwerk uitgebreid tot 15 kabel- en satellietzenders (zoals CNN Headline News, CNNfn, CNN en Español, CNN Chili en CNN Türk), 12 websites, twee private place-based networks (zoals CNN Airport Network) en twee radiostations. Het netwerk heeft wereldwijd tientallen bureaus en meer dan 4000 medewerkers.  CNN begon zijn nieuwswebsite CNN.com (toen CNN Interactive) op 30 augustus 1995.
CNN's bekendheid steeg in 1991 gedurende de Golfoorlog, toen de uitgebreide live verslagen over de hele wereld te zien waren. De zender was de enige nieuwsorganisatie die, weliswaar via een telefoonverbinding, rechtstreeks verslag deed van operatie Desert Storm, nog voor de Amerikaanse regering de aanval bekend maakte in een persconferentie. CNN verkreeg een groot gedeelte van de berichtgeving vanwege nauwe samenwerking met de regering van de VS, hetgeen leidde tot beschuldigingen dat het niet genoeg probeerde nauwkeurig verslag te doen en dat het diende als een doorgeefluik voor propaganda.
Op 11 september 2001 was CNN de eerste landelijke zender in de VS die inbrak op reguliere programmering met rechtstreekse beelden vanuit New York. De zender heeft daarna tientallen uren onafgebroken rechtstreeks uitgezonden over de gebeurtenissen tijdens 9/11.
Toen CNN op 1 juni 1980 begon, werden de uitzendingen geproduceerd vanuit een kleine studio op de Techwood Drive Campus in Atlanta. Het bekende CNN Center, eveneens in Atlanta, werd in 1987 het officiële hoofdkantoor. Op 25 februari 2024 zond CNN voor het laatst uit vanuit dit gebouw en is het teruggekeerd naar de Techwood campus, waar moderne en nieuwe studio's zijn gebouwd. 

## Edities

### CNN International
CNN International is in 1985 in eerste instantie opgestart voor Amerikaanse reizigers in het buitenland, zodat zij op de hoogte konden blijven van het nieuws. Vanaf 1990 is het als reactie op de vraag naar een minder op de VS gerichte berichtgeving steeds meer eigen programma's gaan maken. Er kwamen concurrenten op als BBC World News. CNN International besloot hiertegen te concurreren en breidde in 1994 uit met een eigen studio. CNN International zendt nieuwsbulletins en programma's uit, geschikt voor een wereldwijd publiek. Voorbeelden van op het Europese kijkerspubliek afgestemde programma's zijn Isa Soares Tonight, Amanpour, Quest Means Business en Connect the World. De meeste uitzendingen van CNN International komen uit de studio's in Atlanta, Georgia, en enkele programma's komen uit Londen en Abu Dhabi. In 2019 is de programmering vanuit Hong Kong wegbezuinigd. In 2020 is tijdens de Coronapandemie tevens flink gesnoeid in de programmering, waardoor programma’s als CNN Today zijn komen te vervallen. 

### CNN in de Verenigde Staten
CNN concurreert in Amerika voornamelijk met nieuwszenders Fox News Channel en MSNBC. In 2002 werd CNN door concurrent Fox News ingehaald als marktleider. In 2010 werd CNN ook ingehaald door MSNBC, waarna Jeff Zucker in 2013 als nieuwe directeur is aangesteld. In 2018 werden deze zenders nog steeds beter bekeken dan CNN. Over het algemeen wordt bij breaking news en grote verkiezingsuitzendingen meer ingeschakeld op CNN. Van alle kabelzenders staat CNN in 2018 op de achtste plaats, achter zenders als Discovery en sportzender ESPN. CNN-programma's komen  vanuit CNN's studio's in Washington en de toren 30 Hudson Yards in New York. In het weekend komen veel programma's vanuit Atlanta.

### Simulcasts
Programma's die worden uitgezonden op zowel CNN als CNN International worden simulcasts genoemd. Dit zijn onder andere CNN This Morning, Anderson Cooper 360° en The Lead. Ook bij groot breaking news worden de programma's van het Amerikaanse CNN overgenomen door CNN International. 

### CNN Airport Network
CNN Airport Network was een speciale zender van CNN voor luchthavens en werd in 1992 gelanceerd. Op 31 maart 2021 werd het netwerk opgeheven, omdat CNN concludeerde dat steeds meer mensen via smartphones live video tot zich nemen. Ook de coronacrisis speelde een rol, waardoor er beperkt gereisd werd via luchthavens. Circa 60 vliegvelden in Amerika toonden meer dan 30 jaar lang via schermen de zender bij bijvoorbeeld de gates en wachtruimtes. Schiphol was in 2018 de eerste Europese luchthaven waar CNN Airport Network ook te zien was via 80 monitoren. De programmering bestond voor 20% uit het live televisiesignaal van CNN. De overige invulling bestond uit 45% lifestyle en entertainment, 20% zakennieuws en 15% sport. Er werden geen vliegtuigongelukken of andere schokkende beelden uitgezonden. 

### CNN en Español
Voor Latijns-Amerika en mensen die Spaans in de Verenigde Staten spreken is in 1997 CNN en Español begonnen met uitzenden.

### CNN+
In 2022 lanceerde CNN de streamingdienst CNN+. Deze werd enkele weken na lancering alweer stopgezet, nadat Warner Bros. Discovery eigenaar van CNN werd. Het bedrijf wilde één grote streamingdienst in plaats van meerdere kleine. Amerikaanse media melden dat er ruim 100.000 abonnees waren.

### CNN MAX
Op 27 september 2023 lanceerde CNN een nieuwe streamingdienst, als onderdeel van MAX (in Nederland bekend als HBO Max). De CNN MAX livestream is alleen beschikbaar in de Verenigde Staten en is een combinatie van de programmering van CNN en CNN International. De stream is beschikbaar voor alle abonnees van MAX, zonder dat hiervoor een extra abonnement nodig is. 

## Programma's op CNN International
- CNN Newsroom (algemeen nieuwsbulletin van 30 of 60 minuten, soms meerdere uren achter elkaar vanuit Atlanta)
- Connect the World (nieuwsprogramma vanuit Abu Dhabi)
- One World with Zain Asher and Bianna Golodryga
- Amanpour (praatprogramma met vaak aan het Midden-Oosten gerelateerde onderwerpen)
- Isa Soares Tonight (nieuwsprogramma vanuit Londen)
- Quest Means Business (zakenprogramma vanuit New York)
- First Move with Julia Chatterley (zakenprogramma)
- The Lead with Jake Tapper (simulcast van CNN)
- CNN This Morning (simulcast van CNN)
- CNN News Central (simulcast van CNN)
- Erin Burnett Outfront (simulcast van CNN)
- Anderson Cooper 360° (simulcast van CNN)
- The Source with Kaitlan Collins (simulcast van CNN)
- News Night With Abby Phillip (simulcast van CNN)
- Laura Coates Live (simulcast van CNN)
- World Sport (sportprogramma)
- African Voices (achtergrondprogramma over Afrika)
- Inside the Middle East (achtergrondprogramma over het Midden-Oosten)
- Inside Africa (achtergrondprogramma over Afrika)

Gedurende de Coronapandemie is het aantal simulcasts sterk uitgebreid, waardoor vele programma's van CNN International zijn komen te vervallen.

## Programma's op CNN
- CNN This Morning (ochtendprogramma)
- CNN News Central (nieuwsprogramma)
- Inside Politics (politiek programma)
- The Lead with Jake Tapper
- The Situation Room (nieuwsprogramma in de namiddag met focus op politiek)
- Erin Burnett Outfront
- Anderson Cooper 360°
- The Source with Kaitlan Collins
- News Night With Abby Phillip
- Laura Coates Live
- First Of All With Victor Blackwell

## Bekende personen
- Jim Acosta
- Christiane Amanpour
- Becky Anderson
- John Berman
- Wolf Blitzer
- Kate Bolduan
- Erin Burnett
- Alisyn Camerota
- Rosemary Church
- Anderson Cooper
- Anna Coren
- Nima Elbagir
- Max Foster
- Hala Gorani
- Erica Hill
- Van Jones
- Brianna Keilar
- Don Lemon
- Paula Newton
- Richard Quest
- Nic Robertson
- Jake Tapper
- Clarissa Ward
- Ben Wedeman
- Fareed Zakaria

## Kijkcijfers
CNN was de pionier in continue nieuws-verslaggeving, maar verloor stelselmatig marktaandeel.
Vanaf 2015 werd FOX News de meest bekeken kabelzender algemeen, met in 2019 gemiddeld 1,4 miljoen kijkers, 2,5 miljoen prime-time (8 tot 11 PM) met als absolute uitschieter gemiddeld 3,3 miljoen kijkers voor Hannity.
CNN bengelt daar ondertussen ver onder en haalde in 2019 in prime-time gemiddeld slechts 0,65 miljoen kijkers. Het tweede grootste nieuwsnetwerk, het progressieve MSNBC, haalde in 2019 gemiddeld 1,3 miljoen kijkers.

## Onderscheidingen
1998: Four Freedoms Award voor vrijheid van meningsuiting

## Incidenten
Op 29 oktober 2018 maakte CNN-baas Jeff Zucker bekend dat op een postkantoor in Atlanta een verdacht pakket was onderschept dat was bestemd voor de nieuwszender. Het pakket bleek net als vijftien andere bompakketten te zijn verstuurd door Cesar Sayoc, een geregistreerde Republikein en fervent Trump-aanhanger. Een week eerder werden een explosief en een envelop met wit poeder, geadresseerd aan CNN-commentator en voormalig CIA-chef John Brennan, aangetroffen in de postkamer van een CNN-kantoor in New York.
Jeff Zucker, sinds 2013 CEO van CNN, nam in februari 2022 per direct ontslag. Hij nam het besluit omdat naar buiten was gekomen dat hij een relatie heeft met een naaste collega. 
- Bibsys: 90607119
- Biblioteca Nacional de España: XX94893
- Bibliothèque nationale de France: cb12310853z (data)
- CiNii: DA06706770
- Gemeinsame Normdatei: 2120209-6
- International Standard Name Identifier: 0000 0004 0411 2974
- Library of Congress Control Number: n82251162
- Bibliotheek van het Japanse parlement: 00627903
- Nationale Bibliotheek van Tsjechië: osa2010530989
- Nationale bibliotheek van Australië: 35370593
- Nationale Bibliotheek van Israël: 987007259337005171
- Réseau des bibliothèques de Suisse occidentale: 02-A000027150
- Système universitaire de documentation: 031995845
- Virtual International Authority File: 156628431